# Amtsgericht Radeberg
Das Amtsgericht Radeberg war ein Gericht der ordentlichen Gerichtsbarkeit und ein Amtsgericht in Sachsen mit Sitz in Radeberg.

## Geschichte
In Radeberg bestand bis 1879 das Gerichtsamt Radeberg als Eingangsgericht. Im Rahmen der Reichsjustizgesetze wurden 1879 im Königreich Sachsen die Gerichtsämter aufgehoben und Amtsgerichte, darunter das Amtsgericht Radeberg, geschaffen. Der Gerichtssprengel umfasste Radeberg, Arnsdorf, Cunnersdorf bei Radeberg, Friedersdorf, Gomlitz, Großerkmannsdorf mit Schankhübel in der Hart und Todberghäusern, Großokrilla, Grünberg mit Diensdorf, Hermsdorf, Kleinerkmannsdorf, Kleinokrilla, Kleinröhrsdorf, Kleinwolmsdorf mit Hofehäuser, Langebrück, Lausa, Leppersdorf, Liegau mit Augustusbad und Kleinliegau, Lomnitz, Lotzdorf, Moritzdorf, Ottendorf, Schönborn bei Radeberg, Seifersdorf bei Radeberg, Ullersdorf, Wachau, Wallroda, Weixdorf und das Röhrsdorfer Forstrevier. Das Amtsgericht Radeberg war eines von 14 Amtsgerichten im Bezirk des Landgerichtes Dresden. Der Amtsgerichtsbezirk umfasste danach 18.399 Einwohner. Das Gericht hatte damals eine Richterstelle und war ein kleines Amtsgericht im Landgerichtsbezirk.
Mit den Durchführungsbestimmungen zur Vereinfachung der Gerichtsorganisation im Land Sachsen vom 28. Mai 1951 zur Verordnung vom 5. Mai 1951 wurde das Amtsgericht Radeberg zum Zweiggericht herabgestuft. Mit dem Gerichtsverfassungsgesetz vom 2. Oktober 1952 wurde das Amtsgericht Radeberg in der DDR aufgehoben und das Kreisgericht Dresden-Land an seiner Stelle eingerichtet. Gerichtssprengel war nun der Kreis Dresden-Land.

## Gerichtsgebäude

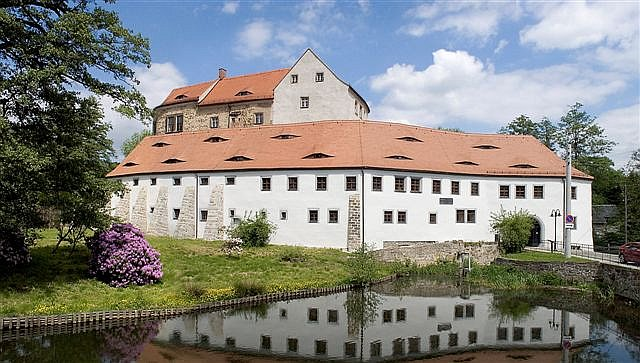
Ehem. Gerichtsgebäude (vor 2007)

Das Amtsgericht nutzte das Schloss Klippenstein als Gerichtsgebäude. Es steht unter Denkmalschutz.